# Роман, Любомир
Любомир (Любо) Роман (словац. Mgr. art. Ľubomír (Ľubo) Roman; 12 апреля 1944, Малацки, Братиславский край — 13 марта 2022, Братислава) — словацкий актёр и политик. Был подписантом Антихартии. Возглавлял Братиславский автономный край.

## Биография
Окончил Театральный факультет Братиславской высшей школы исполнительских искусств, в 1966—2001 годах был актёром театра Новая сцена в Братиславе. В период с 1991 по 1996 год руководил этим театром.
С 1986 года преподавал на театральном факультете Братиславской высшей школы исполнительских искусств.
Был женат, двое детей.

## Политическая деятельность

### ANO (АНГ)
Был заместителем председателя Альянса нового гражданина (АНГ), но 11 сентября 2005 года был исключён из партии в результате Дела о векселе.

### Депутат и министр
С 15 марта по 13 декабря 1994 года был министром культуры во временном правительстве Йозефа Моравчика. До 1998 года имел мандат депутата Национального совета Словакии.
В 2004 году был кандидатом на президентских выборах, но отказался от кандидатуры в пользу Эдуарда Кукана.

### Региональная политика
В 2001 году стал первым главой Братиславского автономного края (был избран от коалиции АНГ, Демократическая партия, Христианско-демократическое движение, Словацкий христианско-демократический союз, Партия венгерской коалиции).
Был кандидатом на ту же должность в 2005 году (от коалиции АНГ, Демократическая партия, Словацкий христианско-демократический союз, Партия венгерской коалиции, Партия зелёных), но во втором туре выборов его обошёл Владимир Баян.

## Фильмография
- 1958: Зонтик святого Петра (Дюрко Вибра)
- 1961: Мы из девятого «А» (Петрань)
- 1962: Солнце в сети (Петьо)
- 1969: Любовь неласковая
- 1971: Искатели света (Тауб)
- 1973: История порочной красавицы (Феро Анталик)
- 1976: Потерянная долина (младший лейтенант Пардек)
- 1976: Солдаты свободы (Борис)
- 1977: Адвокат (Матула)
- 1977: Блуждающий огонёк (Гибл)
- 1986: Операция «Эдельштейн» (Мозер)
- 1987: Пир (Камил Корень)
- 2009: Покой в душе
- 2013: Игристое вино (Эуген Бакса)